# 佩塔雷竞技足球俱乐部
佩塔雷竞技足球俱乐部（Deportivo Petare Fútbol Club），曾称作意大利竞技足球俱乐部（Deportivo Italia Fútbol Club），委内瑞拉首都加拉加斯市的一个足球俱乐部。

## 历史
1948年，俱乐部成立，当时称作意大利竞技足球俱乐部；1998年与查考竞技足球俱乐部（Deportivo Chacao F.C.）合并，称作意大利查考竞技足球俱乐部（Deportivo ItalChacao）；2006年，复名意大利竞技足球俱乐部；2010年，改为现名。
球會曾贏得5次委超及3次委盃冠軍。